# Chichelalhó
Chichelalhó es una localidad del municipio de Larráinzar ubicado en la región de Los Altos del estado mexicano de Chiapas.

## Geografía
La localidad de Chichelalhó se sitúa en las coordenadas geográficas 16°53′56″N 92°44′57″O / 16.898889, -92.749167, a una elevación de 1,913 metros sobre el nivel del mar.

## Demografía
Según el Censo de Población y Vivienda 2020, efectuado por el Instituto Nacional de Estadística y Geografía, la localidad de Chichelalhó tiene 451 habitantes, de los cuales 212 son del sexo masculino y 239 del sexo femenino. Su tasa de fecundidad es de 2.88 hijos por mujer y tiene 91 viviendas particulares habitadas.
| Gráfica de evolución demográfica de Chichelalhó entre 1921 y 2020 |
|                                                                   |
| INEGI.                                                            |